# Жозенополис
Жозенополис (порт. Josenópolis) — муниципалитет в Бразилии, входит в штат Минас-Жерайс. Составная часть мезорегиона Север штата Минас-Жерайс. Входит в экономико-статистический  микрорегион Гран-Могол. Население составляет 4739 человек на 2006 год. Занимает площадь 535,603 км². Плотность населения — 8,8 чел./км².

## Статистика
- Валовой внутренний продукт на 2003 год составляет 8 740 867,00 реалов (данные: Бразильский институт географии и статистики).
- Валовой внутренний продукт на душу населения на 2003 год составляет 1935,53 реалов (данные: Бразильский институт географии и статистики).
- Индекс развития человеческого потенциала на 2000 год составляет 0,610 (данные: Программа развития ООН).